# Spoorlijn Komárno – Kolárovo
De spoorlijn Komárno – Kolárovo is een korte regionale verbinding (lijn nummer 136) op normaalspoor in het zuidwesten van Slowakije. De lijn loopt grotendeels parallel met de rivier de Váh. In het grensstation met Hongarije, Komárno, is er een vertakking met spoorlijn 135 Komárom - Nové Zámky.

## Geschiedenis

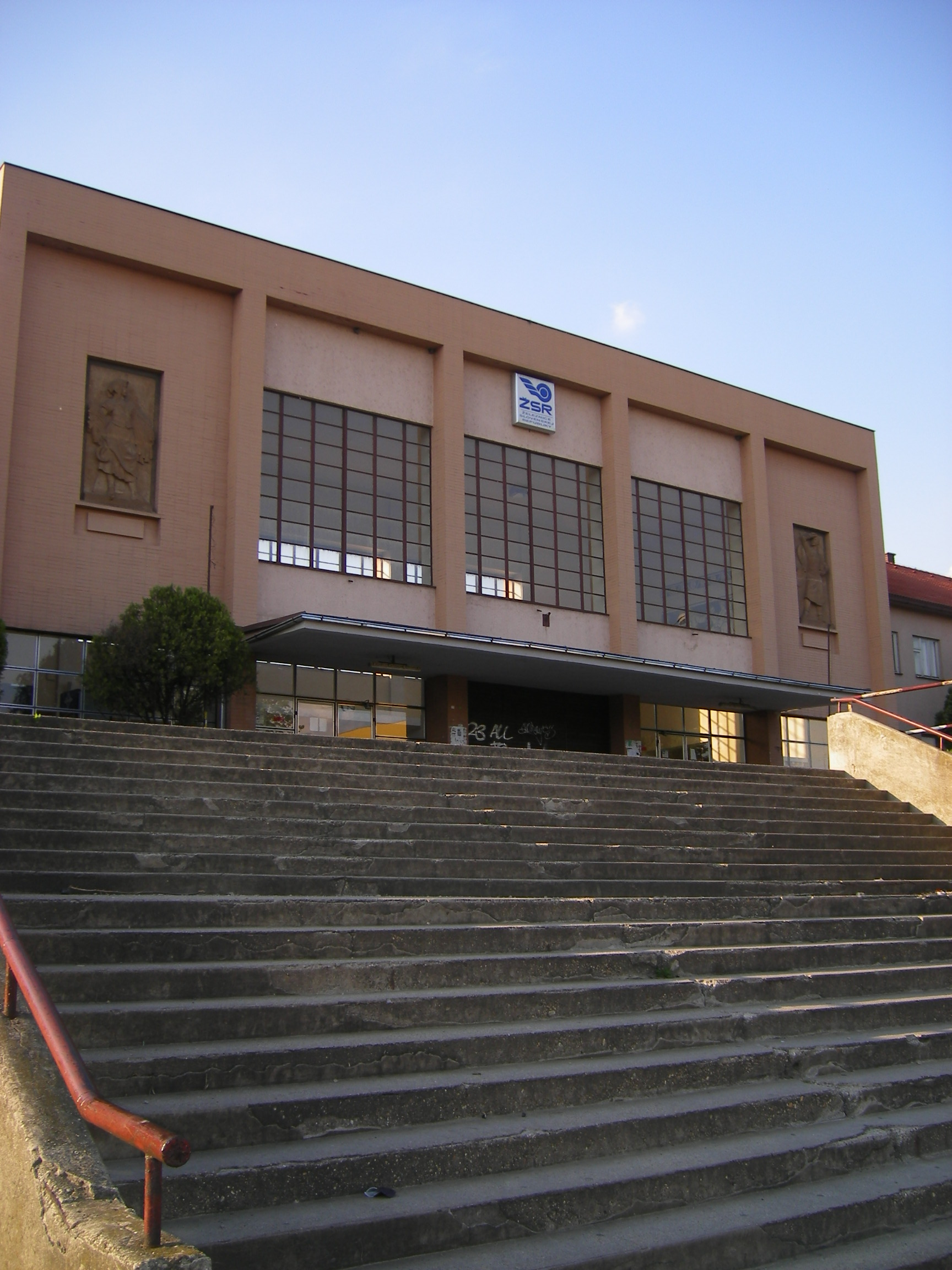
Station Komárno

De onderneming G. Gregersen & Söhne uit Boedapest ontving van het Hongaarse Ministerie van Oorlog een concessie voor de bouw van een spoorlijn van Komárom naar Kolárovo. De aanleg van dit relatief eenvoudige tracé met een zeer beperkte helling van slechts 4 ‰ kostte 2.826.000 kronen.
Op 9 november 1914 werd de lijn als particuliere lokale spoorweg in dienst gesteld. De Koninklijke Hongaarse Staatsspoorwegen (MÁV) namen voor de rekening van de eigenaar de operationele leiding op zich.
Na de ineenstorting van het Oostenrijks-Hongaarse Rijk in oktober 1918 en de daaropvolgende oprichting van de prille staat Tsjecho-Slowakije werd het bestuur overgedragen aan de nieuw opgerichte Tsjechoslowaakse Staatsspoorwegen (ČSD). De Hongaarse bedrijfsnamen werden vervangen door Slowaakse benamingen.
Vanaf de jaren 1930 gebruikte de ČSD moderne motortreinen, hetgeen een aanzienlijke verkorting van de reistijd tot gevolg had. De zomerdienstregeling van 1938 telde zes paar treinen op weekdagen en vijf op zondag: alle met gemotoriseerde treinstellen.
Na de Eerste Weense Arbitrage in november 1938 kwamen bepaalde Tsjecho-Slowaakse gebieden met een overwegend Hongaarstalige bevolking terug onder Hongaars bestuur. Hetzelfde gebeurde met de spoorlijn Komárno–Kolárovo. Dientengevolge was de exploitatie opnieuw bij de Hongaarse Staatsspoorwegen (MÁV) maar na het einde van de Tweede Wereldoorlog keerde de situatie weer om kwam spoorlijn 136 (anno 1945) weer onder het bestuur van de ČSD.
Vanaf de jaren 1950 reden er op weekdagen acht paren reizigerstreinen en op zondag zeven. Deze dienstregelingstructuur bleef stabiel tot in de jaren 1990.
Als gevolg van de Fluwelen Revolutie en de daaropvolgende splitsing van Tsjecho-Slowakije in twee aparte staten werd de spoorlijn op 1 januari 1993 overgedragen aan de nieuw opgerichte Slowaakse Spoorwegen (ŽSR).

## Treindienst
Op 2 februari 2003 werd het reizigersvervoer op deze lijn beëindigd. Sedert 22 december 2006 is er geen verkeer wegens de staat van het spoor.

## Stations en stopplaatsen

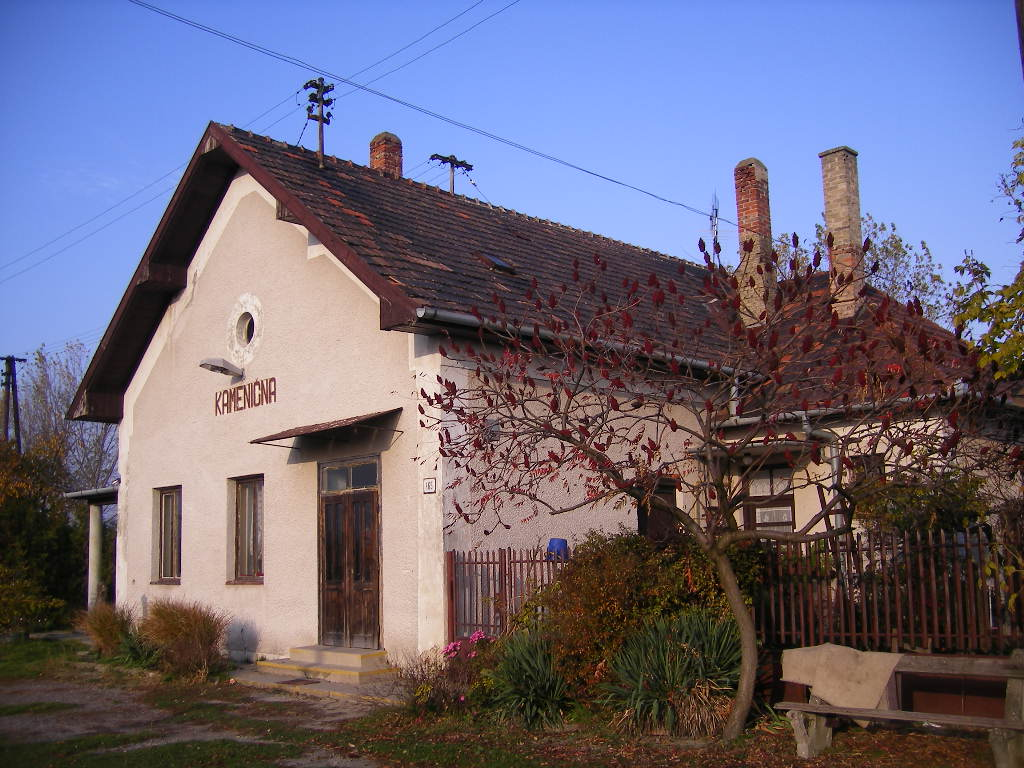
Station Kameničná

De volgende stations en stopplaatsen worden bediend:
- Komárno (werkplaats van de verkeersleider)

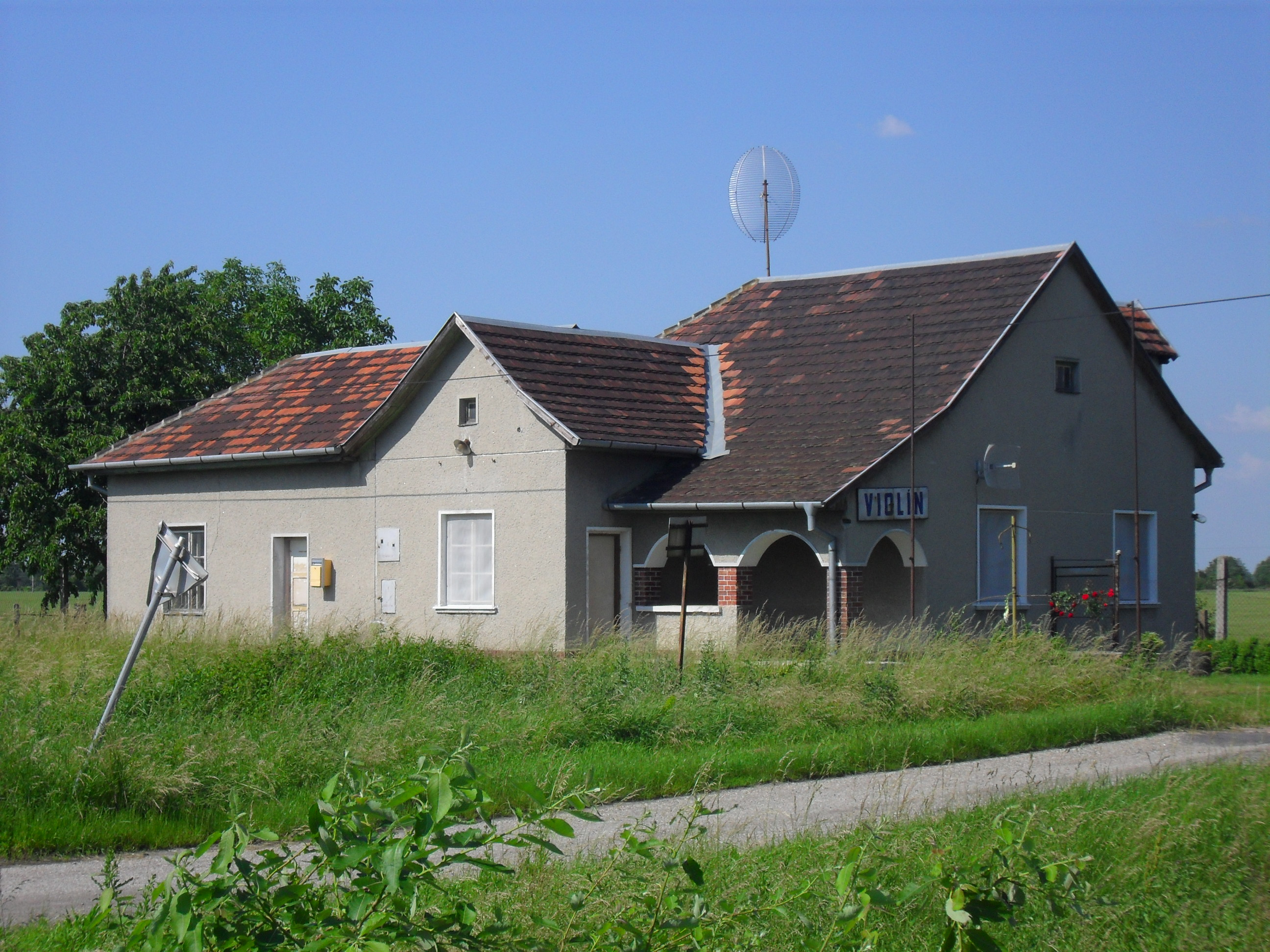
Čalovec (2011)

  - vertakking naar:
    - lijn 131 (Bratislava – Komárno)
    - lijn 135 (Nove Zámky – Komárom)
- Komárno škola
- Hadovce
- Kameničná
- Balvany
- Čalovec

- Violín[2]
- Kráľka
- Kolárovo